# Syfy
Syfy는 NBC 유니버설이 운영하고 있는 미국의 유료 케이블 TV 민영방송이다. 과학 및 공상영화를 전문으로 하는 채널로, 현재 NBC 유니버설 소속이다. "좋은 것을 상상합시다."라는 슬로건을 내걸고 영국과 캐나다에서도 방송중이다.

## 연혁

구 로고

- 1992년 10월 24일 - 파라마운트와 유니버설 스튜디오 소속으로 당시 SCI FI 이름으로 개국.
- 1994년 - 바이어컴 그룹으로 들어감과 동시에 인수.
- 2004년 - NBC 유니버설 계열 편입.
- 2009년 - 사명이 현재 이름(Syfy)으로 변경.
- 2012년 - 오스트레일리아 Syfy인 SF가 개국.
- 2013년 - 키즈코에서 Syfy Kids를 개국.
- 2015년 - 오스트레일리아 SF가 폐국.
- 2017년 - Syfy Kids가 폐국.

## 같이 보기
- CTV 사이-파이 채널
- 쇼케이스 (캐나다의 텔레비전 채널)